# Anthocoleus hebeiensis
Anthocoleus hebeiensis  (лат.) — ископаемый вид жуков рода Anthocoleus из семейства Cupedidae (или Taldycupedidae). Обнаружен в юрских отложениях Китая (Zhouyingzi village, Luoping County, Хэбэй, около 160 млн лет, Jiulongshan Formation). Размер надкрылий 16,0×4,5 мм.
Вид Anthocoleus hebeiensis  был впервые описан в 1983 году китайским палеоэнтомологом И. Хонгом (Hong Y. C., Китай) вместе с таксонами Isfaroptera yujiagouensis, Anthoscytina longa, Beipiaocarabus oblonga, Hebeianaxyela clavicornuta, Sinocephus haifanggouensis, Sinocoris oblonga, Sinonitidulina longa и другими новыми ископаемыми видами. Таксон Anthocoleus hebeiensis включён в состав рода Anthocoleus Hong 1983.